# Lili Wieruszowski
Lili Wieruszowski (* 10. Dezember 1899 in Köln; † 2. März 1971 in Basel) war eine deutsch-schweizerische Organistin, Komponistin, Musikpädagogin und Kirchenmusikerin.

## Leben
Lili Wieruszowski war die vierte von fünf Töchtern des jüdischen Juristen Alfred Ludwig Wieruszowski und der Frauenrechtlerin Jenny Landsberg. Ihr Vater war Senatspräsident am Oberlandesgericht und Honorarprofessor an der Universität zu Köln. Die Töchter wurden 1903 protestantisch getauft und auch protestantisch erzogen. Ihre Eltern waren Mitinitiatoren des ersten humanistischen Mädchengymnasiums in Köln.
Lili Wieruszowski verbrachte ihre Kindheit in Köln. Die musikalisch begabte Mutter unterrichtete sie ab dem fünften Lebensjahr im Klavierspiel. Ab 1914 erhielt Lili Wieruszowski Klavier-, Cello- und Orgelunterricht bei Wilhelm Franke am Kölner Konservatorium. Sie trat unter anderem mit dem Kölner Sinfonieorchester auf. 1916 legte sie in Köln die Reifeprüfung ab.
Nach dem Schulabschluss begann Lili Wieruszowski ein Studium der Musik am Kölner Konservatorium und setzte im Frühjahr 1921 die Studien an der Hochschule für Musik in Berlin beim Domorganisten Walter Fischer fort. 1921 erhielt sie ihr Konzertdiplom für Orgel, ein Jahr später das Kirchenmusikdiplom. In den Jahren 1922 bis 1925 war sie an der Evangelischen Kirche in der Rothehausstraße (heutige Friedenskirche (Köln-Ehrenfeld)) und der Lutherkirche in der Kölner Südstadt als Organistin tätig.
1925 wurde sie als Organistin an der Charlottenburger Epiphaniengemeinde angestellt. Die begabte Musikerin erhielt bald erste Konzertangebote. Der von ihr konzipierte Umbau der Orgel der Epiphaniengemeinde wurde begonnen. Eine persönliche Lebenskrise und damit einhergehende gesundheitliche Probleme beendeten 1930 vorerst ihre Karriere. Im Herbst 1931 ging sie nach Köln zurück, nachdem sie während ihrer Krankheit in Berlin ihre Anstellung verloren hatte. Hier gründete sie einen Madrigalchor und betätigte sich in sozialer Kirchenarbeit. Im Dezember 1932 erkrankte sie erneut schwer, und ihr musste eine Niere entfernt werden. Bis April 1933 befand sie sich auf Rekonvaleszenz.
Unmittelbar nach der Machtergreifung der Nationalsozialisten wurde sie aus der Gemeinschaft deutsch-österreichischer Künstlerinnen ausgeschlossen und durfte aufgrund der nationalsozialistischen Rassenpolitik ihren Beruf nicht mehr ausüben. Durch Vermittlung von Friedrich von Bodelschwingh und Wilhelm Vischer gelang ihr im September 1933 die Emigration in die Schweiz. Hier lebte sie bis 1949 – ohne Arbeitserlaubnis und Niederlassungsbewilligung permanent von der Ausweisung bedroht – in prekären Verhältnissen. Mit Wohltätigkeitskonzerten, Klavierunterricht, Leitung von Chören und Vorträgen zur Kirchenmusik gelang es ihr, notdürftig ihren Lebensunterhalt zu sichern. 1934 erhielt sie vom Organistenverband Baselland die Aufgabe, Laienorganisten zu unterrichten.
Trotz der Fürsprache von zahlreichen Persönlichkeiten, wie Fritz Baeschlin, Karl Barth, Eduard Thurneysen, Lukas Christ und Walter Tappolet, gelang es jahrelang nicht, eine dauerhafte Niederlassungsbewilligung bei den Schweizer Behörden zu erwirken. 1945 legte Lili Wieruszowski das Schweizer Klavierlehrer-Examen ab. Zwei Jahre später erhielt sie endlich eine Anstellung als Organistin in Arlesheim. Nach 21 Jahren im Exil wurde ihr im Dezember 1954 das Schweizer Bürgerrecht zugesprochen. Im gleichen Jahr wurde sie als Organistin ans Oekolampadhaus in Basel berufen.
In der Schweiz vertonte sie unter anderem Psalmen und religiöse Texte, zu denen noch keine Orgelwerke existierten. Sie komponierte Choralkantaten und Choralvorspiele. Einige ihrer Kompositionen finden sich im Gesangbuch der evangelisch-reformierten Kirche der Schweiz. Für den Baseler Stadtposaunenchor schrieb Lili Wieruszowski Bläsersätze. Aufgrund ihrer Expertise bezüglich des Genfer Psalters wurde sie 1962 beauftragt, eine Radiosendung anlässlich des 400-jährigen Bestehens des Hugenottenpsalters zu gestalten. Auf internationalen Tagungen der Arbeitsgemeinschaft für Hymnologie hielt sie Fachvorträge zu den deutschsprachigen Hugenottenpsalmen.
Am 2. März 1971 starb Lili Wieruszowski in Basel.
In Köln-Ehrenfeld wurde im April 2022 in der Rothehausstraße 56 in Erinnerung an das Wirken von Lili Wieruszowski vor der evangelischen Kirche ein Stolperstein verlegt.

## Werke (Auswahl)
- Der 111. Psalm. 1940.
- Der 42. Psalm. 1940.
- 5 Weihnachtschoralvorspiele. Basel.
- O Heiland, reiss den Himmel auf.
- 25 Choralvorspiele. Lausanne, 1947.
- Die Genfer Psalmen des neuen Gesangbuches. Ein Gespräch. (1954).
- Drei Psalmen. Zürich 1955.
- 43 Choralvorspiele. Bern 1956.
- Zeuch an die Macht, du Arm des Herrn!(Choralkantate). Zürich 1961.
- Psalm 107. Engadiner Kantorei, 1963.
- Wir stehn vor dir, o Herr. Engadiner Kantorei, 1965.
- 22 Choralvorspiele und Intonationen. Hug, 1969.
- Dein, dein soll sein. Zürich, 1972.
- Choralvorspiele für Bläser. Engadiner Kantorei, 1973.
- Singt mit froher Stimm. Hänssler, 1986.
- Morgenglanz der Ewigkeit. (Coralvorspiel)
- Nun jauchzet dem Herren. (Coralvorspiel)
- Genfer Psalter.
- Hugenottenpsalmen.